# Madame Grès

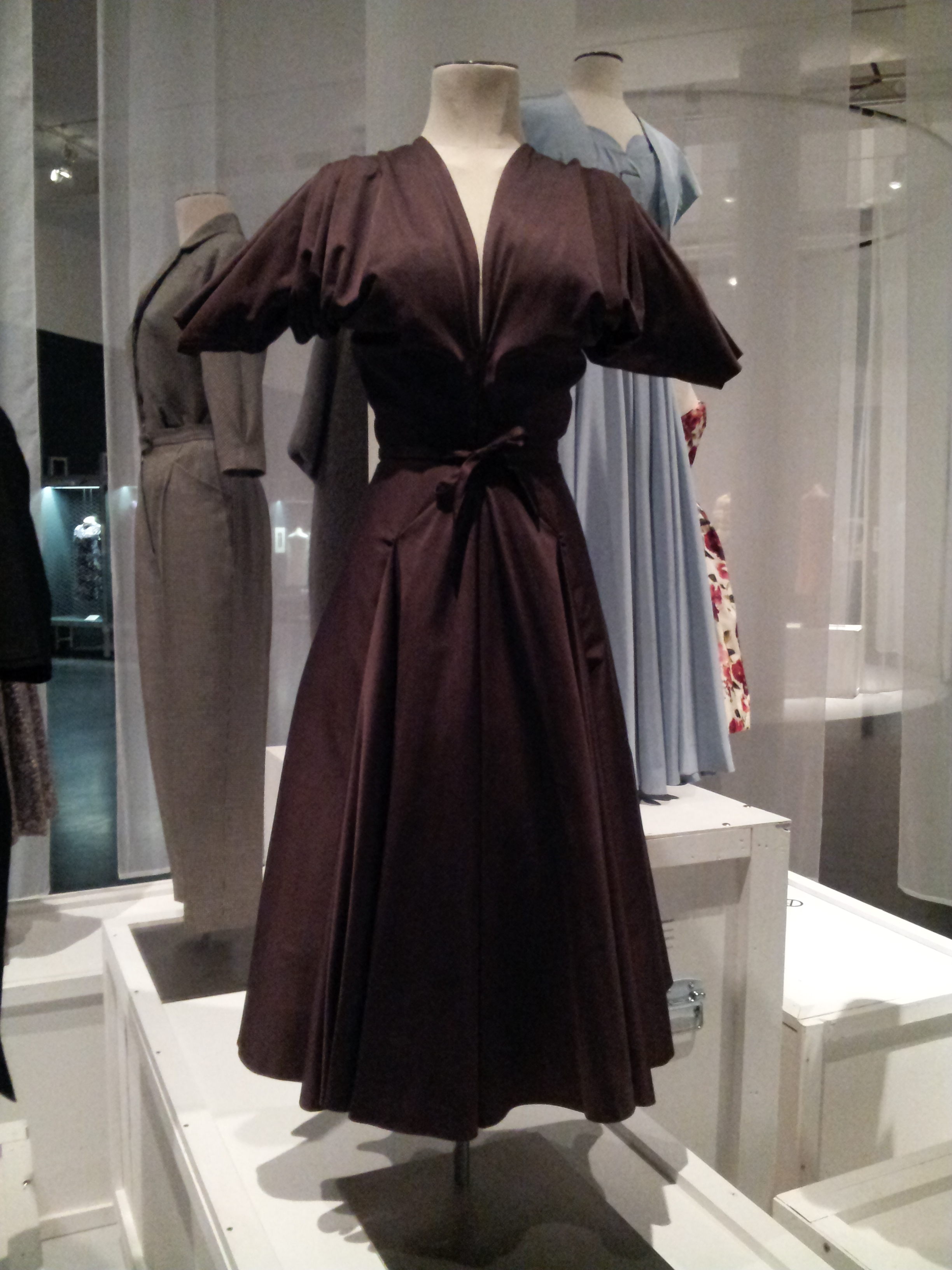
Kleid von Madame Grès, 1948

Madame Grès (* 30. November 1903 in Paris als Germaine Émilie Krebs; † 24. November 1993 in La Valette-du-Var), auch Alix Grès, war eine französische Couturière und Unternehmerin. Sie gründete die Modemarke Madame Grès und deren Ableger, unter anderem Parfums Grès, und gilt als eine der wegweisenden Gestalterinnen der Haute Couture.

## Leben und Wirken
Krebs stammte aus einem bürgerlichen katholischen Elternhaus. Da ihre Eltern weder erlaubten, dass sie Bildhauerin noch Tänzerin wurde, entschied sie sich für den Beruf der Schneiderin. Von 1924 bis 1930 war sie Lehrling im Modehaus Premet an der Place Vendôme, wo sie die Grundlagen des Schneiderhandwerks erlernte. Während dieser Zeit änderte sie ihren Vornamen zu „Alix“. 1933 begann sie mit der Schneiderin Julie Barton zusammenzuarbeiten, in der Rue de Miromesnil eröffnete das Modehaus Alix Barton. Im darauffolgenden Jahr wurde die Marke in Maison Alix umbenannt, Krebs übernahm die Geschäftsleitung, 1938 wurde sie zudem hälftige Anteilseignerin.
1935 entwarf „Mademoiselle Alix“ die Kostüme für Louis Jouvets Inszenierung des Theaterstücks Der trojanische Krieg findet nicht statt im Theatre de l’Athenee, die in den Modezeitschriften großen Anklang fanden.
Am 15. April 1937 heiratete Krebs den russischen Maler Serge Anatolievitch Czerefkow (1899–1970), ihre gemeinsame Tochter Anne wurde im August 1939 geboren. Czerefkow hatte allerdings schon einige Monate vor der Geburt Frankreich in Richtung Tahiti verlassen. Krebs nannte sich nun Alix Grès, ihr Nachname war ein Quasi-Anagramm des Vornamens ihres Mannes.
Nach der Besetzung von Paris durch die Nationalsozialisten im Frühjahr 1940 und einem Zerwürfnis zwischen Barton und Grès, floh Grès mit ihrer Tochter ins Département Haute-Garonne. In dieser Zeit wurde der Turban ihr Markenzeichen. 1941 kehrte Grès nach Paris zurück. Sie verkaufte ihre Anteile an der Maison Alix und eröffnete ihre eigenes Modehaus in der 1, Rue de la Paix, das jedoch im Januar 1944 zusammen mit Balenciaga von den Nationalsozialisten wieder geschlossen wurde, weil sie sich nicht an deren Regeln hielt. Im Sommer 1944 durfte sie jedoch wieder öffnen und konnte noch eine Kollektion vor der Befreiung von Paris zeigen; diese Kollektion wurde legendär, da ihre Kleidungsstücke ausschließlich in den Farben der französischen Trikolore, Rot, Weiß und Blau, gehalten waren. Kees van Dongen porträtierte die zunehmen bekannte Madame Grès 1948.
Bekannt wurde Madame Grès in den 1930er Jahren durch ihre bodenlangen, plissierten Kleider. Sie waren von der griechischen Antike inspiriert und anfangs meist weiß, aus doppellagigen Stoffbahnen matten Jerseys aus Seide, meistens ärmellos. Mit Beginn des Zweiten Weltkriegs und den damit einhergehenden Materialengpässen konzentrierte sich Grès auf kürzere Kleider mit veränderten Oberteilen, Ärmeln und Ausschnitten. Nach dem Krieg benutzte sie wieder mehr Stoff, außerdem Korsetts und innere Verstärkungen, die sie in den 1970er Jahren wieder eliminierte.

Abendkleid aus Seide von Madame Grès, 1951

In den 1950er und 1960er Jahren war Madame Grès’ Modehaus sehr erfolgreich. Sie vergab für die Nutzung ihres Markennamens mehrere Lizenzverträge, unter anderem für ihr erfolgreiches, 1959 herausgebrachtes Parfüm Cabochard. In dieser Zeit war ihre Mode stark durch nicht-westliche Kunst inspiriert, die sie aus Kolonialausstellungen von Erzeugnissen der französischen Kolonien und einer Reise nach Indien 1959 kannte. Sie entwarf Kaftans, Capes und Pyjamas und experimentierte mit Seidenstoffen (z. B. Faille und Brokat), feinen Wollstrickwaren und djersakasha, einem Jerseystoff aus Kaschmirwolle.
1972 wurde Madame Grès zur Präsidentin des Chambre Syndicale de la Couture gewählt, 1976 war sie erste Gewinnerin des Preises Dé d’Or, der höchsten Auszeichnung der Chambre Syndicale. 1978 fand eine erste Retrospektive ihrer Kreationen in Japan statt und inspirierte dortige Designer, darunter Issey Miyake. Eine Retrospektive im Musée Galliere im Jahr 1981 kommt wegen ihrer Ablehnung nicht zustande. Mitte der 1980er Jahre schwand der Erfolg des Modehauses und der dazugehörigen Marke. 1984 erwarb Bernard Tapie 66 % der Maison Grès und versuchte die Einführung einer Büromöbellinie. Madame Grès blieb allerdings künstlerische Leiterin und widersetzte sich solchen Versuchen. Im April 1986 wurde die Maison Grès wegen unbezahlter Beiträge aus der Chambre Syndicale ausgeschlossen. 1986 übernahmen Jacques Esterel und Benoît Bartherotte das bankrotte Modehaus. Am 8. Mai 1987 meldet die Maison Grès Konkurs an. Nach der Frühjahr/Sommer-Kolletion 1988 setzte sich Madame Grès in Saint-Paul-de-Vence zur Ruhe, bei den CFDA-Fashion Awards erscheint sie ein letztes Mal in der Öffentlichkeit. Seit 1988 ist das Maison Grès im Besitz des japanischen Unternehmens Yagi Tsusho Limited.
Madame Grès starb am 24. November 1993 in einem Pflegeheim in La Valette-du-Var, ihre Tochter machte den Tod erst im Dezember 1994 öffentlich.

### Vermächtnis
Sie gilt als eine der wegweisenden Gestalterinnen der Haute Couture. Sie war eines der letzten der berühmten Haute-Couture-Häuser, das den Kundinnen Entwürfe zur sofortigen Anprobe zur Verfügung stellte. Zu den Kundinnen ihres Modehauses zählten Jane Birkin, Marlene Dietrich, Greta Garbo, Grace Kelly, Danielle Mitterrand, Édith Piaf und Wallis Simpson.
Bis heute gilt die Modeschöpferin als wichtige Verfechterin der Haute Couture. Erst ab 1980 ließ sie sich auf Prêt-à-porter ein. Noch heute inspiriert sie Designerinnen und Designer, darunter Jean Paul Gaultier, Haider Ackermann und Yōji Yamamoto.

## Parfum

Drei Cabochard-Flakons von 1959 (hinten links)

Grès’ erstes und berühmtestes Parfum war 1959 Cabochard, ein Duft für die selbstbewusste Frau,
kreiert von Parfümeur Bernard Chant. 1969 entstand Cabotine. Nach dem Verkauf des Unternehmens kamen die Düfte Cabotin (1990), Folie Douc (1997), Cabaret (2003), Caline (2005), Caline Night (2006), Cabochard Chérie kreiert von Dorothée Piot und Madame Grès kreiert von Sidonie Lancesseur dazu.
Parfums Grès wurde in den 1980er Jahren zunächst für 15 Mio. Francs an die Holding Lamotte-Taurelle verkauft, im April 1993 ging die Marke an Altus Finance, eine Tochtergesellschaft des Crédit Lyonnais. Heute gehört sie zur Gruppe Lalique.

## Auszeichnungen
- 1949: Ritter der Ehrenlegion
- 1972: Ehrenpräsidentin der Chambre Syndicale de la Couture
- 1976: Dé d’Or von der Chambre Syndicale de la Couture
- 1978: New York University Creative Leadership in the Arts Award
- 1983: Chevalier des Ordre des Arts et des Lettres[3]

## Ausstellungen
- 1994: Metropolitan Museum of Art, New York
- 2003: Madame Grès, entre ombre et lumière, Museum von Bourgoin-Jallieu, mit Werken aus der Sammlung Jacques Esterel
- 2007: Madame Grès, Sphinx of Fashion, Fashion Institute of Technology, New York
- 2011: Madame Grès, La couture à l’oeuvre, Musée Galliera/Musée Bourdelle, Paris[11]
- 2012: Musée de la Mode, Antwerpen[3]